# Stećci u Brotnju
Brotnjo (Broćno) u srednjem je vijeku jedna od jedinica nižeg ranga (upravni kotar) unutar županije Večerić, uz Blato, Drežnicu, Planinu, grad Kruševac i Polja. Sam naziv Brotnjo - Broćno nastao je od korijena broć, broća, prema starocrkvenoslavenskom broštь, latinski purpura - grimizna boja, grimiz, crvenilo. Od čega se tvorio pridjev na -ev: broćev, poimeničen na -ьc>ac: broćevac, genitiv -vca, na -ьn poimeničen samo u srednjem rodu Brotnjo - Broćno, na -ast: broćast. U Brotnju su zastupljene sve vrste stećaka: ploče, sanduci, sarkofazi ili sljemenjaci, visoki sanduci i križevi. Među svim oblicima stećaka, ovdje je najviše natpisa očuvano na pločama, četiri, potom dva na visokom sanduku i dva na sarkofagu, jedan na postolju sarkofaga i jedan na križu.
Proučavajući stećke u okolici Širokog Brijega, Alojz Benac je utvrdio da ti spomenici imaju pojedine karakteristike stećaka zapadne Hercegovine, ali i neke svoje osobitosti, dok oni iz Brotnja pokazuju više sličnosti sa stećcima iz istočne Hercegovine. To je vidljivo i po njihovim oblicima, također, prema ukrasima. Na Širokom Brijegu prevladavaju niski oblici: ploče i sanduci, što odaje ukus toga stanovništva, ali i majstora, posebice je velik broj ploča u Turčinovićima, Trnu, Tepčićima, Grovištu i Ledincu. Međutim, u Brotnju se nalaze i visoki i niski oblici stećaka. Najljepši su stećci na broćanskom području u Velikom Ograđeniku, Vionici i Čitluku.
Među simbolima i ornamentima na nadgrobnim spomenicima u Brotnju najčešći su ukrasi: križ, polumjesec, sunce, zvijezda (najčešće šestokraka), odnosno rozeta, a rjeđi: sidro, ruža, svastika. Natpisi na nadgobnim spomenicima u Brotnju potvrđuju da pismenost na ovom području nije zaostajala za drugim krajevima. Naime, među ukupno 720 stećaka, ovdje je pronađeno deset natpisa pisanih hrvatskom ćirilicom, što znači da su natpisi uklesani na nešto manjem broju stećaka nego u istočnoj Hercegovini, tj. 1,3%.
Natpisi su očuvani u: Čerinu: Natpis Radovana Rakojevića, u Bakrima (lokalitet Visočica): Natpis Ivaniša Komlinovića, Natpis Grgura Vukovića, Natpisi kneza Pavla Komlinovića, Slipčići (Arapi): Natpis Jurja Ivanovića, Paoči, Kruševu (Selište): Natpis Ivana Maršića, Natpis Radiše Zloušića, Gradnićima. Sadržaji epitafa nisu samo dragocjeno vrelo egzaktnih povijesnih podataka, nego i autentična svjedočanstva o vjerskom i društvenom kontekstu u kojem su pokojnici živjeli. Oni su dragocjeni za proučavanje povijesti ovog kraja, u njima se ogledaju kulturni i politički utjecaji, socijalni status pojedinih velikaša, kao i politička uloga knezova ovog područja: Komlinovića, Vukovića, Nimičića, Milatović - Grgurevića. Nadalje, oni nam otkrivaju i sjedište knezova, npr. Komlinovića, također, i njihov odnos prema državi. Iz njih se doznaje da je i u ovom kraju postojao određeni broj pisara i klesara, odnosno kovača.

## Poveznice
- Brotnjo
- Hrvatska ćirilica